# Capsicum cardenasii
Capsicum cardenasii Heiser & P.G.Sm., 1958 è una pianta della famiglia delle Solanaceae, originaria  delle Ande boliviane, ove è conosciuta con il nome di ulupica.

## Descrizione
Capsicum cardenasii è una pianta perenne, con rami legnosi ma fragili. In certe condizioni può arrivare anche all'altezza di 3 m. Le foglie sono strette, appuntite e poco o per nulla pelose. Lunghe circa 5 cm e larghe 2,5 cm circa, se sbriciolate emettono un intenso odore di foglie di pomodoro.
Nelle ramificazioni i germogli si sviluppano in uno o due fiori. Gli steli, lunghi circa 1 cm, crescono eretti portando fiori a campana sospesi verso il basso.
Il sepalo è lungo da 1 a 1,5 mm. La corolla è lunga circa 7,5 mm e larga 6 ed è di colore violaceo soprattutto verso le punte dei petali.
Dopo la fecondazione si sviluppano bacche sferiche con polpa, come nel Capsicum annuum, entro poche settimane dal verde, attraverso il verde scuro, diventano rosse. Il loro numero può superare il centinaio, che in un semestre dalla nascita fino all'inizio della stagione delle piogge, diventano mature. Nei frutti si trovano solo pochi semi (circa una dozzina). La piccantezza si aggira intorno alle 30 000 unità di Scoville.

## Provenienza e scoperta
Capsicum cardenasii fu scoperto per la prima volta in Bolivia, vicino alla città di La Paz. Già in una raccolta di Otto Buchtien del 1911, viene fuori una pianta, che fu rinvenuta ad un'altezza di 2450 m s.l.m.. Esso fu descritto per la prima volta nel 1958 da Heiser e P. G. Smith nella rivista Brittonia. Anche Heiser ne trovò uno vicino a La Paz.

## Biologia
Come unica specie del genere Capsicum ad essere autoincompatibile, i suoi fiori necessitano di pollini di altre piante, per generare i loro frutti. È accertato che solo questa specie di questo genere che ha sviluppato questa caratteristica, originariamente era autocompatibile come le altre specie di Capsicum. Questa autoincompatibilità è trasmessa unilateralmente all'interno del complesso  C. pubescens, costituito dalle attuali C. pubescens, C. cardenasii e C. eximium.
Poiché C. cardenasii è resistente al virus del mosaico del tabacco, si fanno sforzi con la coltivazione di trasferirla su altre specie di Capsicum, fatto che si rivela piuttosto difficile a causa dell'autoincompatibilità e della forte limitazione genetica verso altre specie quali la coltivata  C. annuum.

## Usi
Le bacche vengono raccolte generalmente prima della maturazione (cioè ancora verdi) e utilizzate fresche o seccate come spezie. Esse sono assai piccanti con un aroma simile a quello delle foglie. In Perù e in Bolivia si trovano spesso scodelline con questo frutto (ulupica), come succede per gli spargipepe. Questa spezie viene raramente utilizzata nella cottura, poiché le viene preferita in questi casi la ajíes amarillos, dalla specie botanica Capsicum baccatum.
L'ulupica è ancor oggi una pianta selvatica. Essa viene commercializzata in piccola scala, ma questa merce proviene da zone incolte o da orti famigliari: oggi la Capsicum cardenasii non viene coltivata su grande scala.